# Burn (альбом Deep Purple)
Burn — восьмий студійний альбом британського рок-гурту Deep Purple, що вийшов 1974 року.
Альбом записувався в листопаді 1973 року в Монтре, Швейцарія в мобільній студії The Rolling Stones.  Вийшов в лютому 1974 року на лейблах EMI / Purple у Великій Британії та Warner Bros в США.
Перший альбом, записаний складом Deep Purple «Mark III». Під впливом новачків — вокаліста Девід Ковердейл і бас-гітариста Гленна Х'юза — звучання Deep Purple стало більше блюзовим, стали виявлятися елементи фанку і соулу. Глен Х'юз не був позначений як співавтор ряду пісень у силу контрактних зобов'язань, але на перевиданні 2004 року його ім'я було включено.

## Список пісень
| 1.  | "Burn"                                    | 6:00 |
|     |                                           |      |
| 2.  | "Might Just Take Your Life"               | 4:36 |
|     |                                           |      |
| 3.  | "Lay Down, Stay Down"                     | 4:15 |
|     |                                           |      |
| 4.  | "Sail Away"                               | 5:48 |
|     |                                           |      |
| 5.  | "You Fool No One"                         | 4:47 |
|     |                                           |      |
| 6.  | "What's Goin' on Here"                    | 4:55 |
|     |                                           |      |
| 7.  | "Mistreated"                              | 7:25 |
|     |                                           |      |
| 8.  | "``A´´ 200"                               | 3:51 |
|     | Бонус-треки на диску до 30-річного ювілею |      |
| 9.  | "Coronarias Redig"                        | 5:30 |
|     |                                           |      |
| 10. | "Burn"                                    | 6:00 |
|     |                                           |      |
| 11. | "Mistreated"                              | 7:28 |
|     |                                           |      |
| 12. | "You Fool No One"                         | 4:57 |
|     |                                           |      |
| 13. | "Sail Away"                               | 5:37 |
|     |                                           |      |